# Спиридонова Олександра Спиридонівна
Олекса́ндра Спиридо́нівна Спиридо́нова (1900—1966) — скотарка-пастух племінного молочного радгоспу «Торосово», Герой Соціалістичної Праці.
Народилася в селянській сім'ї. Росіянка. Змалечку допомагала батькам по господарству. Закінчила тільки початкову школу. До 1940 року працювала рільником у колгоспі «Червоний Бор» (Порховський район).
Потім переїхала у Вологодську область, була плотогоном на лісосплаві. У роки Другої світової війни стала санітаркою у військовому госпіталі у Вологді, потім працювала в радгоспі «Молочне», куди евакуйовано молочну худобу з Ленінградської області. У 1944 році, після зняття блокади, разом з ленінградцями переганяла назад гурти худоби і залишилася в радгоспі «Торосово» Волосовського району.
З 1945 року працювала пастухом-скотарем радгоспу «Торосово», їй довірили стадо в 300 голів. За порівняно короткий час перебування на пасовищах худоба помітно погладшала, надої пішли вгору. За продуктивністю худоби за пасовищний період торосовська ферма в перший післявоєнний рік вийшла на провідне місце в районі.
Постійно шукала нові пасовища, на собі доставляла сіль, а то й воду, допомагала дояркам здоювати корів. Щоб домогтися більш високих показників, вона пасла худобу не тільки вдень, але і вночі. Їй виділили додаткові пасовищні угіддя. В результаті надої молока збільшилися до 5000 кілограмів.
Указом Президії Верховної Ради СРСР від 22 жовтня 1949 року за отримання високої продуктивності тваринництва Спиридоновій Олександрі Спиридонівні присвоєно звання Героя Соціалістичної Праці з врученням ордена Леніна і золотої медалі «Серп і Молот».
Пізніше перейшла в доярки, домоглася надоїв до 6200 кг. Працювала в радгоспі до виходу на пенсію. Жила в селі Торосово.
Нагороджена орденом Леніна, медалями, в тому числі «За трудову доблесть» та срібними медалями ВДНГ.